# Sandra Andreis
Sandra Karolina Andreis, född 1 april 1975 i Norrstrands församling i Karlstad, är en svensk skådespelare, sångare och musiker. Hon har bott och arbetat i Danmark, Frankrike, Österrike, Dominikanska republiken, Los Angeles och New York.

## Biografi
Sandra Andreis är uppvuxen i Värmland och tillbringade större delen av sin barndom i Karlstad innan hon i tonåren flyttade till Stockholm. Hon började efter gymnasiet som frilansande journalist innan hon satsade på skådespeleri och musik. Hon är utbildad på Europeiska filmhögskolan i Danmark, Neighborhood Playhouse School of the Theatre i New York och Wynn Handman Studio i New York.
I New York medverkade Andreis i allt från nyskrivna musikaler till klassiska och experimentella dramer samt komedier off-Broadway och off-off Broadway mellan 2002 och 2007. Hon var också en av initiativtagarna till Governess Films, ett kollektiv av kvinnliga filmskapare som startades 2001 i New York.
I Sverige var hon 2010 initiativtagare till scenkonstprojektet Lekplats, ett projekt som inspirerade till gränsöverskridande skapande och solidaritet. Andreis skapade och satte upp Lekplats för första gången på Playhouse Teater i Stockholm 2008 och projektet togs sedan på turné med Andreis som dess konstnärliga ledare och regissör. Lekplats innebar att Andreis arbetade tillsammans med lokala teatergrupper och aktörer under 36 timmar för att skapa ett helt nytt scenkonstverk inspirerat av staden i fråga. Efter 36 timmar bjöds publik in till premiär och samtliga intäkter gick till välgörande ändamål. 2011 belönades Andreis med Riksteaterns stipendium för sitt arbete med detta scenkonstprojekt.
Som skådespelare inom teater har Andreis bland annat setts i Åsa Olssons pjäs Allmänt snö på Dramalabbet. På TV har hon bland annat setts i rollen som utredaren Mia Holmgren i TV-serien Morden i Sandhamn, och på film i rollen som Louise i Återträffen (2013) och i rollen som Nina i Mig äger ingen (2013). Hon ses också i filmen The Girl with the Dragon Tattoo (2011) i en mindre roll som fotoredaktör.
Andreis är även verksam som musiker och har tidigare uppträtt live under alter egot Sandy Soldiér tillsammans med jazzpianisten och kompositören Ludvig Berghe (Ludvig Berghe Trio) på bland annat Dramaten och konsthallen Kamarade i Stockholm.
Under hösten 2019 släppte Andreis sin debut-EP Raising My Standards, en EP hon själv beskrev som sin personliga uppgörelse med de könsnormer som genomsyrat mycket musik och i synnerhet jazzen hon växte upp med. Uppmärksamheten kring utgivningen av skivan resulterade i ett internationellt samarbete med det svenska modehuset & Other Stories och en kollektion och kampanj som frontade henne, hennes musik och budskap. Kampanjen och kollektionen fick namnet Lady is a Champ, efter låttiteln på Andreis tolkning av Frank Sinatras gamla låt "The Lady is a Tramp", där Andreis ändrade till "The Lady is a Champ". Budskapet var det som Andreis brinner för: jämlikhet och att våga ta plats som sig själv utan att begränsas av normer.
Under 2020 spelade Andreis rollen som Anni Grens i miniserien Box 21 som visades på Viaplay och rollen som Sofia i SVT:s konspirationskomedi We Got This, samt rollen som Ebba Ullman i den dansk-engelska TV-serien The Head i regi av Jorge Dorado. Hon medverkade också i SVT:s ungdomsserie 12.13. 2021 spelade hon rollen som Catrine i TV-serien Deg.

## Filmer i urval
- 2011 – The Girl with the Dragon Tattoo (Fotoredaktör)
- 2012 – Livstid (Julia Lindholm)
- 2012 – Hamilton – I nationens intresse (Anna)
- 2012–2018 – Morden i Sandhamn (TV-serie) (Mia Holmgren)
- 2013 – Mig äger ingen (Nina)
- 2013 – Återträffen (Louise)
- 2019 – Bonusfamiljen (TV-serie) (Tove)
- 2020 - Box 21 (TV-serie) (Anni Grens)
- 2020 – We Got This (TV-serie) (Sofia)
- 2020 - 12-13 (TV-serie)
- 2020 - The Head (TV-serie) (Ebba Ullman)
- 2021 - Deg (TV-serie) (Catrine)